# Reue
Reo Paramaeco é um nome que aparece em uma dedicatória latina a uma deidade lusitana-galega descoberta em Lugo na Galiza. O nome está no caso dativo, de um nome latinizado *Reus Paramaecus.

## Nome e significado
O nome completo pode significar "Reus de Páramo" com o elemento -aik- sendo um marcador adjetival  familiar das inscrições lusitanas. O primeiro elemento Reo/Reus é muito semelhante ao nome Reue que aparece na inscrição lusitana Cabeço das Fráguas, parte do qual diz INDI TAVROM IFADEM REVE T..., usualmente interpretado como "e (ou daí em diante) um touro fértil(?) para Reue" de epíteto perdido. Reue também parece portanto ser um dativo, com *Reu como nome lusitano original e possível da deidade. Reue aparece outra vez na inscrição Ribeira da Venda, incluindo um epíteto, como REVE AHARACVI - desta vez a deidade está recebendo um sacrifício de dez carneiros  - e também em inscrições latinas com os epítetos Amoaego Arcunii, Anabaraeco, Larauco e Alabaraico Sulensi. K. T. Witczak deriva o nome do anterior *diewo, sugerindo que a língua lusitana mudou o proto-indo europeu de d para r, fazendo de Reo uma deidade celeste similar ao (e tendo um nome cognato com) grego Zeus e ao romano Júpiter.